# Chien du pharaon
Le chien du pharaon ou lévrier du pharaon est une race de chien originaire de Malte.     
Selon la nomenclature de la Fédération cynologique internationale, il est classé dans le groupe 5 Spitz et chiens de type primitif, section 6 Chiens de type primitif, standard no 248.

## Histoire
Le chien du pharaon ou Lévrier du pharaon est une race canine très ancienne originaire de Malte (non pas d'Égypte ancienne comme l'inscrivent plusieurs sites), après l'arrivée de ses ancêtres sur l'archipel méditerranéen aux alentours de 1000 ans avant J.-C. Il a les mêmes origines que le Cirneco de l'Etna, le Podenco Canario et le Podenco d'Ibiza, qui ont été élevés en Sicile, dans les Canaries et les Baléares. Le Chien du pharaon a ensuite été introduit en Angleterre à partir du début du 20e siècle. La race a été reconnue à titre définitif par la FCI (Fédération Cynologique Internationale) le 9 août 1963.                                                     les ancêtres du lévrier du Pharaon se sont répandus un peu partout le long de la Méditerranée, notamment en Crète, en Sicile, dans les îles maltaises et surtout en Espagne et dans les îles Baléares. Les îles, en particulier, les ont préservés des contacts extérieurs durant des siècles ; ils sont encore probablement très proches de leur ancêtre, le tesem des Pharaons.
Des lévriers du Pharaon ont été importés en Angleterre et aux États-Unis, dans les années 1960. La race a été reconnue par l'American Kennel Club (AKC), en 1983[réf. nécessaire].

## Standard

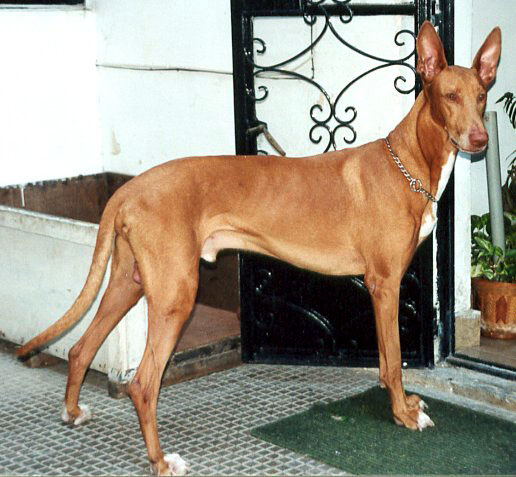
Chien du pharaon (mâle).

Le chien du pharaon est un chien de taille moyenne, d'allure élégant, puissant et très agile. Vue de profil et de dessus, la tête a la forme d’un cône tronqué. Le museau est légèrement plus long que le crâne. La longueur du corps, mesurée de la pointe de l’épaule à la pointe de la fesse, dépasse de peu la hauteur au garrot. La queue est en forme de fouet et est attachée à hauteur moyenne. Abaissée, elle dépasse de justesse la pointe du jarret et en action, elle est portée haut et recourbée.
Le poil est court et brillant, sans frange. Les couleurs de la robe vont du rouge-brun à rouge-brun foncé marqué de blanc. Les marques blanches doivent être réparties sur le bout de la queue, le poitrail et sur les orteils. une fine liste blanche sur la ligne centrale de la face est autorisé mais n’est pas recherché.

## Caractère
Son standard le décrit comme étant vigilant, intelligent, amical, affectueux et enjoué. Le chien du pharaon est une race qui cherche à avoir des liens étroits avec son maître et à être au centre de l'attention. Il est facile à éduquer.

## Utilité
Le chien de pharaon est un chien de chasse. Il chasse à vue mais également grâce à son flair et son ouïe.

## Soins et santé

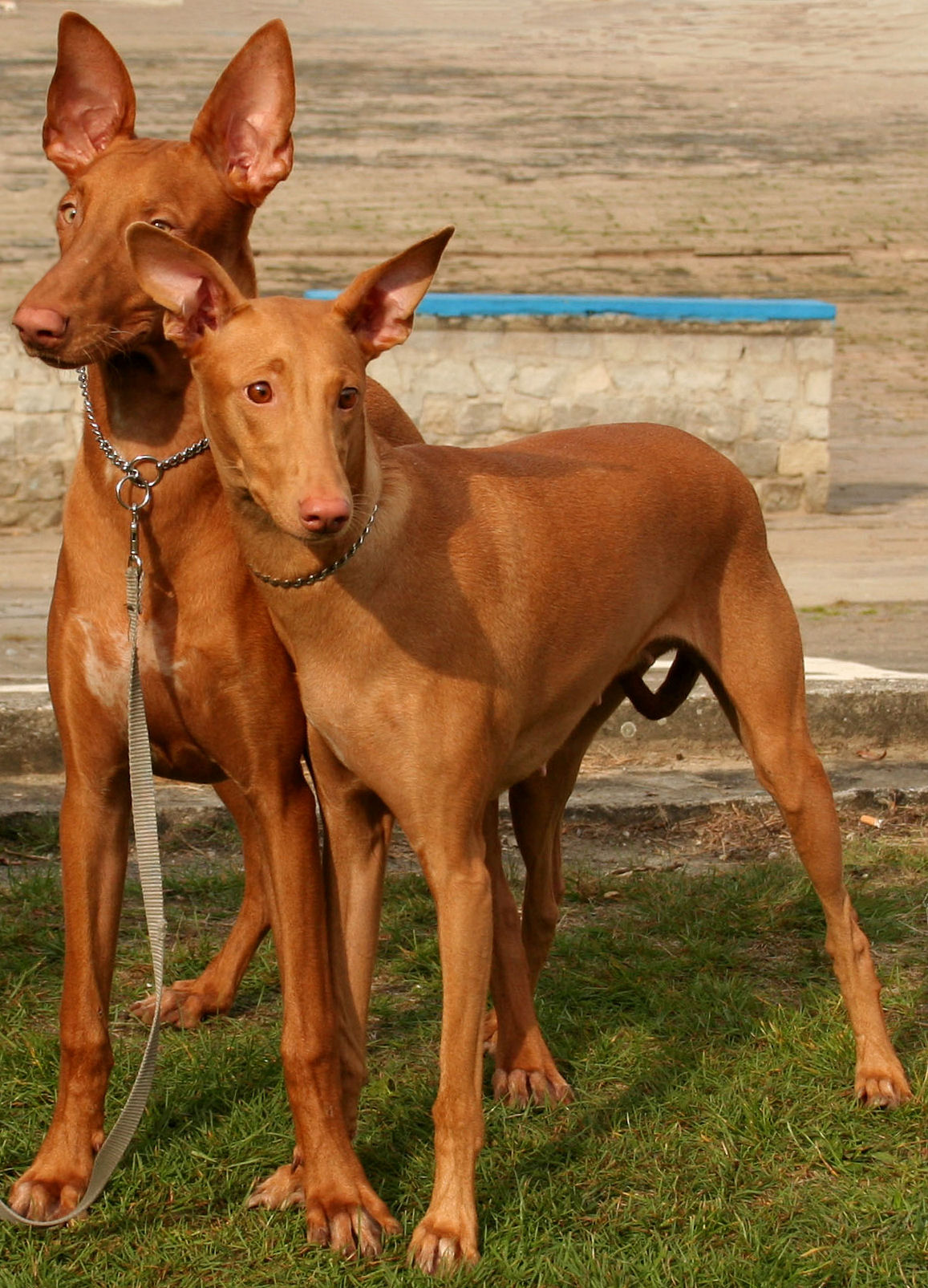
Couple de chiens du Pharaon.

Le chien du pharaon convient aux maîtres expérimentés. Il est sensible aux médicaments, narcotiques et insecticides.